# Західний Саян
За́хідний Сая́н (рос. Западный Саян) — гірська система протяжністю 650 км у південній частині Сибіру. Обмежується із заходу Шапшальським хребтом Східного Алтаю і Абаканським хребтом Кузнецького Алатау. Він простягається в широтному напрямі смугою, що поступово звужується з 200 до 80 км, від верхів'їв річки Абакан до стику з хребтами Східного Саяна у верхів'ях річок Казир, Уда і Кижі-Хем.
З півночі до Західного Саяну примикає Мінусінська улоговина, а з півдня — Тувинська улоговина. Загальна довжина системи 650 км.

## Орографія

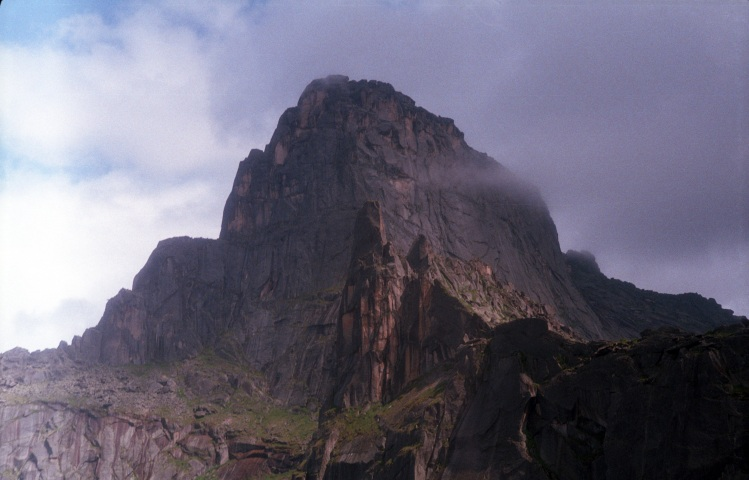
Пік Звьоздний, хребет Ергакі

Хребти Західного Саяна витягнуті переважно в широтному напрямі.
Осьовий хребет на крайньому південному заході носить назву Сальджур, у центрі району — Сайлиг-Хем-Тайга (до 2826 м), а до Єнісею підходить під ім'ям Саянського хребта (до 2860 м).
Річки лівобережжя — Абакан, Кантегир, Хемчик.
Хребти правобережжя — Араданський, Мирський, Борус, Ойський, Кулумис, Куртушибинський, Уюкський, Шешпір-Тайга, Ергаки, Кедранський, Назаровський.
Найзначніші вершини — пік Араданський (2456 м), голець Беделіг (2492 м), г. Самджир (2405 м), Борус (2318 м), пік Звьоздний (2265 м).
Найбільші річки — Оя, Ус, Аміл.
Східна частина Західного Саяну — хребет Ергак-Таргак-Тайга (Тазарама), що поступово підвищується із заходу на схід (до 2571 м).
Річки північного схилу — ліві притоки Казиру, південного — праві притоки Хамсари і Бій-Хему.

## Рельєф
Різноманітний рельєф гір Західного Саяну виразно пов'язаний з висотою над рівнем моря.
У самому верхньому ярусі, над верхньою межею лісу, — типовий високогірний альпійський рельєф. Він властивий хребтам осьової лінії Західного Саяна (Саянський, Борус, Араданський, Ергакі). Для цього типа рельєфу характерні вузькі пасма з крутоспадаючими схилами, гострі важкодоступні піки, глибокі карри з багатолітніми сніжниками.
На південь і північ від осьової лінії найпошиирренніщим є середньогірський рельєф. Хребти пологіші, сильно порізані річковими долинами, порослі гірською тайгою Для північних і південних меж Західного Саяна характерний маловисотний гірський рельєф з плоскими, невисокими сопками, з рідкими змішаними лісами і великими остепненими ділянками. У Саянах зустрічаються широкі гірські плато — древні поверхні вирівнювання, залишки древнього пенеплену.
Річкові долини, що розрізають плато, несуть на собі сліди недавньої льодовикової діяльності, вони часто заболочені і слабо покриті лісом.
У долині річки Ус між хребтами Куртушибинський і Мирський на висоті близько 650 м над рівнем моря знаходиться Усинська улоговина. Острови в руслі річки покриті змішаною деревною рослинністю. По лівому берегу тягнеться неширокий плоский степ. На південь від Куртушибинського хребта розташована Турано-Уюкська міжгірська улоговина. Всі улоговини малосніжні, з невеликими літніми опадами.

## Клімат
Клімат району континентальний з вираженою висотною поясністю. Температура тут опускається на 1° на кожних 150 м підйому. Різниця в довжині теплого періоду року між осьовими хребтами і передгір'ями близько 40 днів.
Зима тривала і морозна, весна пізня. У кінці травня середньодобова температура піднімається вище за нуль і починається інтенсивне танення снігу. На основній площі сніг тане лише в червні. Літо коротке і прохолодне. Відомі неодноразові випадки випадання великої кількості снігу (до 30 см) в липні — початку серпня. У вересні в горах часті снігові завірюхи. З жовтня середньодобові температури стають від'ємними.
У передгір'ях Західного Саяну досить сухо. У Мінусінський улоговині і в Туві нерідкі безсніжні зими. У горах випадає багато опадів — до 1200 мм на рік. Найбільш дощовиті місяці — липень і серпень, найсухіший — лютий. Зима в горах тепліша, ніж в улоговинах. Виникають температурні інверсії, коли холодне повітря опускається з гір в улоговини, створюючи застійні області з підвищеним тиском. Інколи різниця температури в горах і на низинах досягає 20°. Це особливо характерно для Усинської улоговини, де середня температура січня становить -29,2°, тобто на 1° нижче, ніж на Підкам'яній Тунгусці, а середня температура липня +16°. У горах різниця температур в межах доби досягає 30°С.

## Води

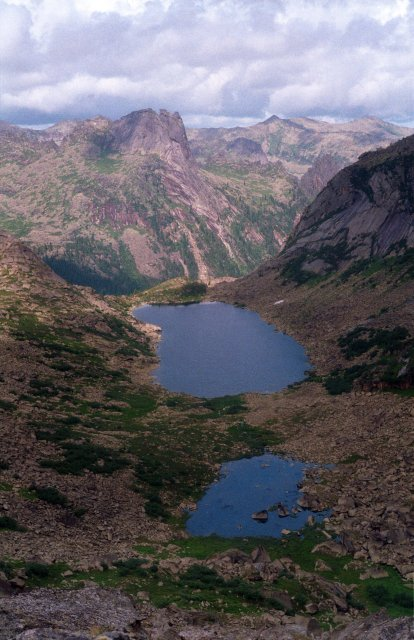
Озеро Гірських Духів, хребет Ергакі

### Річки
Всі річки Західного Саяну мають яскраво виражений гірський характер. Річки належать до сточиища Єнісея. Найбільші притоки: зліва — Хемчик, Великі Ури, Гола, Пашкина, Головань, Кантегир, Джой, Абакан, справа — Ус, Казирсук, Березова, Шуш, Оя, Туба з Амилом і Казиром. Річки розкриваються, як правило, в другій половині квітня, коли на сонячних схилах по низу долин інтенсивно тане сніг. Льодохід часто супроводжується заторами, і тоді вода вище за затор піднімається на декілька метрів.
У кінці травня — червні в альпійському поясі починається активне танення снігів. Вода в річках швидко прибуває. При рясних дощах цей процес посилюється. Так, в липні 1940 року на Тасліпському порозі Кантегиру вода піднялася над меженню на 15 м. Підйом води в річках із затопленням заплави і заплавних островів можливий протягом всього літа. У більшості річок температура води все літо тримається нижче 10°С. Лише в Абакані вода буває теплішою (до 20°). Початок льодоставу в листопаді.
Взимку часто виникають обширні полої. На ділянках особливо швидкої течії інколи утворюються промивини.

### Озера
Великих озер немає, але в альпійському і гірсько-тайговому поясах на початках майже всіх річок зустрічаються озера, в основному льодовикового походження: карові, моренно-загатні або народжені гірськими обвалами. Найбільші: Кара-Холь — у сточищі Алашу, Бедуй (Тайменне) — у сточищі Великого Абакану, Пазарим — на річці Каратош, Араданське, Буйбінське, Чорне — на притоках Усу, Ойське — на Оє, Кара-Холь, Тульбер-Холь — на притоках Чавашу тощо. У озерах багато риби, головним чином харіуса.

## Рослинність
Західний Саян має вертикальну поясну рослинність, представлену тут степовим, лісостеповим, підтайговим, черневим, тайговим, субальпійським і альпійським поясами. Два останні пояси є рослинністю високогір'їв.

### Пояс гірської тайги
Займає найбільшу площу в Західному Саяні. Світлохвойна тайга покриває південний і північний схили гірської системи по-різному: на півдні вона може тягнутися до верхньої межі лісу (до висот 2200—2300 м), на північному макросхилі — значно нижче (до 350—400 м). Головні породи — модрина сибірська і сосна звичайна. На луках цієї зони можна зустріти пижмо, родовик, купину запашну, декілька видів чини, горошок, журавець — лучний і псевдосибірський, лучний тирлич, ласкавець золотистий, анемони, купальницю азійську («жарок»), деревій, щавель, кропиву, костяницю, полуницю, суницю, орхідеї — зозулині черевички тощо, лілію лісову, лілійник жовтий («жовта лілія»), зніт вузьколистий, борщівник, дельфініум, чемерицю зеленоцвіту і чорну. Ярус чагарників представлений таволгою, шипшиною, а у вологих місцях — черемхою, калиною, горобиною, вербою, глодом. По затінених долинах струмків і річок в перезволоженій заплаві зростають ялина, ялиця. По берегах Єнісею, Хемчику, Абакану, Усу зустрічається тополя, по Хемчику і його притоках — обліпиха.
Темнохвойна тайга переважає на Західному Саяні. Головні деревні породи — кедр сибірський, ялиця і ялина. Рослини нижнього ярусу — мохи, лишайники, веснівка, одинарник, грушанка, папороті, хвощі, бадан, чорниця, брусниця, черемша. У верхньої межі лісу можна зустріти великоголовник сафлороподібний — легендарний «мараловий корінь» («левзею»), алтайо-саянський ендемік, що проникає до Монголії і Середньої Азії. Чагарники — багно звичайне, карликові берези і верби, золотистий рододендрон, чагарниковий перстач («курильський чай»). У річкових долинах — порічки (щетинисті, темно-пурпурові) і чорна смородина, лохина. Поширені вільха чагарникова, горобина сибірська, жимолость алтайська. З висотою дерева дрібніють, починає переважати кедр.

### Субальпійські і альпійські луки
Пояс починається нижче за верхню межу лісу, в розріджених кедрово-ялицевих лісах, і піднімаються по вологих пологих схилах вище за ліс. Трави іноді досягають росту людини. Серед них — великоголовник сафлороподібний («мараловий корінь»), сосюрея широколиста, осот різнолистий, чемериця Лобелієва, борці — північний і саянський, ласкавець золотистий, орлики залозисті, борщівник розітнутий, дягель сибірський, бугила лісова, купальниця азійська, фіалки алтайська і двоквіткова, жовтці, черемша, шолудивники довгоколосий і компактний. У міру підйому трави стають нижчими, рідшають. З'являються представники альпійської флори — альпійська айстра, шульція космата, красивоцвіт саянський, тирлич холодний, сверція, маточник великоквітковий. Суцільного поясу альпійських лук на Західному Саяні немає. Проте повсюдні у високогірному поясі острівці альпійських лук різної величини, розташовані у вологих місцях. Зустрічаються орлики залозисті, купальниця азійська, тирлич, фіалки, анемони, маточник, солодушка, ломикамені, цибуля-трибулька, смілка, пахучий колосок, чаполоч, незабудка болотна (біла і блакитна).

### Гірська тундра
Розташовується вище за альпійські луки і поряд із ними по всій високогірній зоні. Найбідніша тундрова рослинність на затінених північних схилах, з водою підґрунтя, що застоюється, тоді як флора південних схилів різноманітніша. Типові представники— карликова берізка і верба, рододендрон золотистий, ялівець, переломник, алтайський жовтець, гірська анемона, тирлич, дріада, мохи, ягель і накипні лишайники. Зустрічаються злаки.